# William George Hay, XVIII conte di Erroll
William George Hay, XVIII conte di Erroll (21 febbraio 1801 – Londra, 19 aprile 1846), è stato un nobile e politico scozzese.

## Biografia
Era il figlio di William Hay, XVII conte di Erroll, e di sua moglie, Alice Eliot. Suo nonno paterno era James Hay, XV conte di Erroll, figlio di William Boyd, IV conte di Kilmarnock. Egli divenne erede della contea nel 1815, alla morte del fratello maggiore. Studiò a Eton College.

## Carriera politica
Successe al padre nella contea nel 1819, all'età di 18 anni. Nel 1822 è stato eletto rappresentante della parìa scozzese e prese il suo posto nella Camera dei lord. È stato magister equitum della regina Adelaide (1830-1834).
Nel 1831 divenne membro del consiglio della corona e venne creato barone Kilmarnock. Quando i Whig presero il potere sotto lord Melbourne nel 1835, egli fu nominato Master of the Buckhounds'. Nel 1839 è stato promosso al titolo di Lord Steward.
È stato cavaliere maresciallo di Scozia (1832-1846) e lord luogotenente dell'Aberdeenshire (1836-1846).

## Matrimonio e discendenza
Sposò, il 4 dicembre 1820 a Londra, lady Elizabeth FitzClarence, figlia illegittima del re Guglielmo IV e della sua amante Dorothea Jordan. Ebbero quattro figli:
- Ida Harriet Augusta Hay (18 ottobre 1821 - 22 ottobre 1867) - sposò Charles Noel, II conte di Gainsborough, ed ebbero cinque figli;
- William Hay, XIX conte di Erroll (3 maggio 1823 - 3 dicembre 1891);
- Agnes Georgiana Elizabeth Hay (12 maggio 1829 - 18 dicembre 1869) - sposò James Duff, V conte di Fife, ed ebbero sei figli;
- Alice Mary Emily Hay (7 luglio 1835 - 7 giugno 1881) sposò Charles Edward Stuart (1824–1882), noto come Conte d'Albanie e nipote del celebre truffatore John Sobieski Stuart, senza discendenza.

David Cameron, primo ministro inglese dal 2010 al 2016, è un suo pronipote.

## Morte
Morì il 19 aprile 1846, a 45 anni, a Londra, di diabete. Fu sepolto a Wimbledon, nel Surrey.